# Albert Grünwedel
Albert Grünwedel, né le 31 juillet 1856 et mort le 28 octobre 1935) est un indologue, tibétologue, archéologue et explorateur de l'Asie centrale. Il est un des premiers universitaires à étudier la langue Lepcha.
Son attrait pour les études de l'Iran l'a conduit à organiser et administrer deux expéditions allemandes à Turfan.

## Biographie
Fils d'un artiste peintre, il est éduqué dans les arts, qu'il combine avec l'étude des langues orientales comme l'avestique sous l'enseignement d'Ernst Kuhn et Ernst Trumpp.
À partir de 1881, pendant ses études, il travaille au Musée ethnologique de Berlin.
Il obtient son doctorat à l'université de Munich en 1883 (et non 1879 ou 1881, comme souvent mentionné).
Il fait une seconde expédition en Asie centrale vers 1904, puis à la fin de 1905, à Kashgar, en Chine de la dynastie Qing, où il rejoint le Docteur von Lecoq et pratiquent des fouilles à Koutcha et Kourla. Ils y découvrent des manuscrits nagaris et brahmis, des tablettes avec des inscriptions brahmi et kharoshti et des peintures à l'huile. Le docteur von Lecoq doit le quitter pour des raisons de santé.

## Œuvres
- (de) Albert Grünwedel, Mythologie des Buddhismus in Tibet und der Mongolei. Führer durch die lamaistische sammlung des fürsten E. Uchtomskij, Leipzig, F.A. Brockhaus, 1900 (OCLC 6844141, lire en ligne)
- (en) Albert Grünwedel (trad. George Byres Mainwaring), Dictionary of the Lepcha-language, Berlin, Unger Bros., 1898 (OCLC 5291570)